# Род (одиниця довжини)

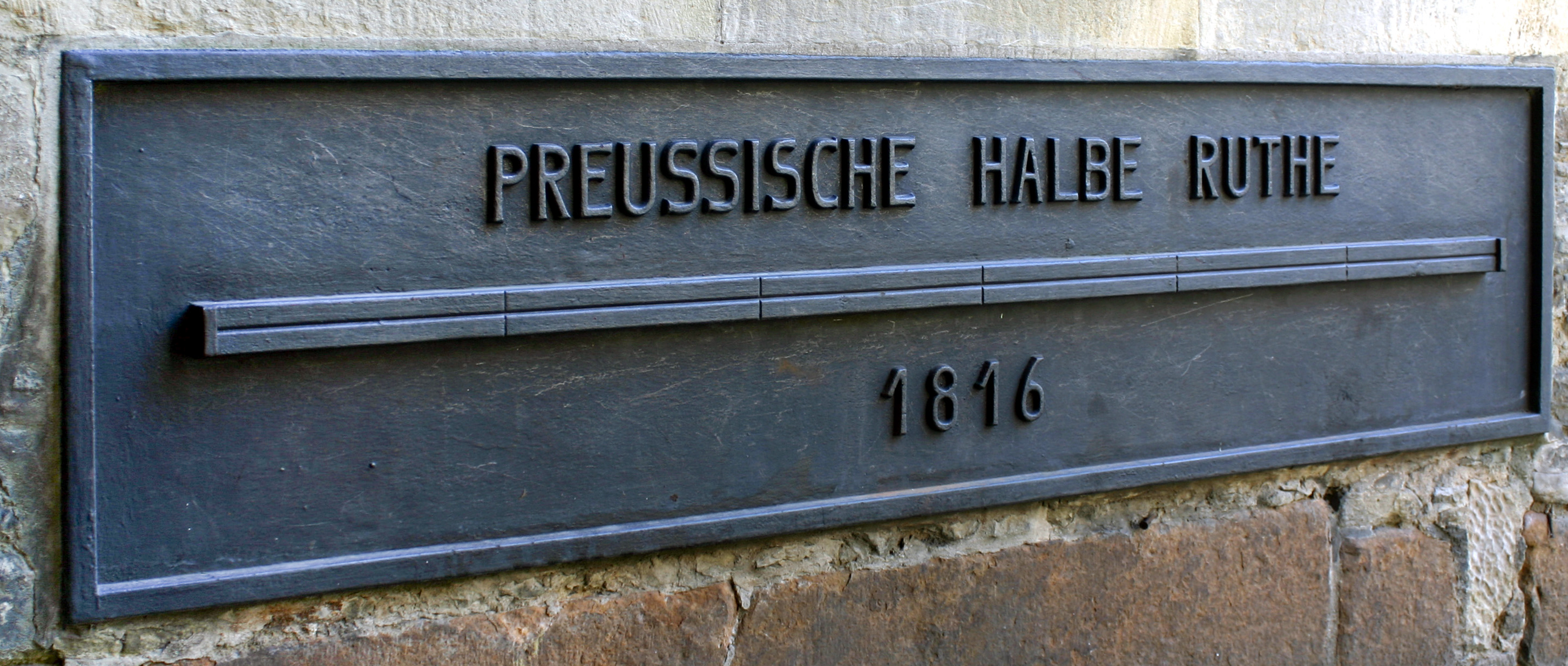
Прусський піврод

Род чи поль (англ. rod — «прут»; pole — «жердина») — одиниця вимірювання відстані, яка досі[коли?] популярна в Британії та США.
1 род = 25 лінків = 1/40 фурлонга = 5,0292 метрів.
У Німеччині довжина роду коливалася в діапазоні від 2,5 до 5,9 м. Швейцарський род дорівнював 3 метрам.